# Erotyka (seksualizm)

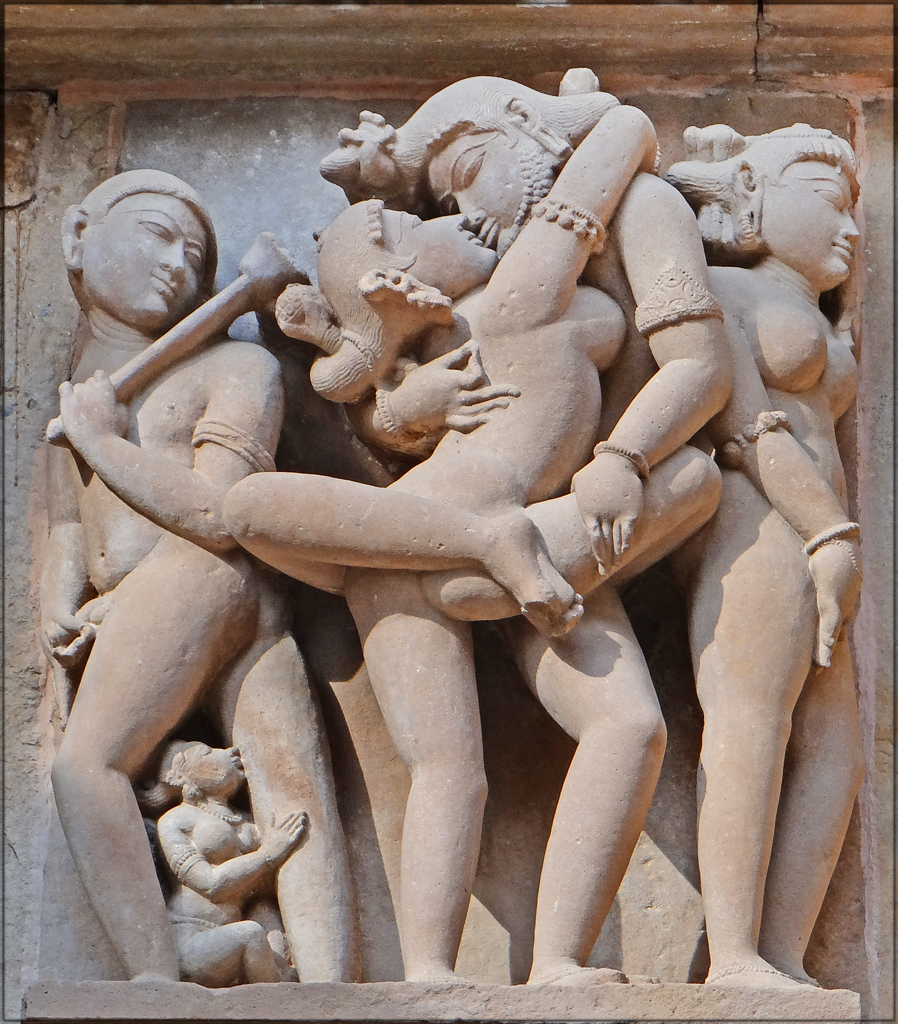
Jean-Pierre Dalbéra - Erotic Kama. Rzeźba w świątyni Khajuraho, Indie

Erotyka (z gr. ἔρως, eros „pociąg miłosny”) – termin powszechnie rozumiany jako odnoszenie się do stanu lub antycypacji podniecenia seksualnego; natarczywy impuls seksualny, pożądanie lub myśl, a także filozoficzna kontemplacja dotycząca estetyki seksualnego pożądania, zmysłowości i miłości romantycznej.

## Znaczenia
Erotyzm jest znacznie szerszym pojęciem niż seks czy seksualność. Obejmuje ich wszelkie wymiary (biologiczny, psychologiczny, społeczny, kulturowy). Dotyczy zainteresowania i odczuwania przyjemności w związku z faktem, że partner(ka) jest postrzegany jako osoba atrakcyjna pod różnymi względami (fizycznie, psychicznie).
Według Georges’a Bataille’a erotyzm jest fenomenem kulturowym, jest to aktywność seksualna człowieka przeciwstawiona takiejże aktywności zwierzęcej, tj. seksualność staje się erotyczna o tyle, o ile wykracza poza tę postać seksualności, jaką dzielimy ze zwierzętami.
W polskim piśmiennictwie w innym nieco znaczeniu słowa erotyzm używa Wojciech Klimczyk, dla którego są to wszelkie przekazy na temat seksualności, czyli „to, co się o seksualności pisze i mówi, a także jak się ją pokazuje w mediach różnego rodzaju”. Natomiast Jerzy A. Kowalski przyjmuje punkt widzenia G. Battaile'a, pisząc: „erotyczne jest wszystko to, co ze sfery seksualności biologicznej przeniknęło do naszego życia za pośrednictwem szeroko rozumianej kultury”. Nadał on nawet człowiekowi przydomek Homo eroticus, czyli człowiek tworzący erotykę.